# Epitoxis amazoulella
Epitoxis amazoulella là một loài bướm đêm thuộc phân họ Arctiinae, họ Erebidae.